# 523
523 (DXXIII) var ett normalår som började en söndag i den julianska kalendern.

## Händelser

### Augusti
- 13 augusti – Sedan Hormisdas har avlidit en vecka tidigare väljs Johannes I till påve.

### Okänt datum
- Hilderik blir kung över vandalerna.
- Justinianus I, senare bysantinsk kejsare, gifter sig med Theodora.
- Leptis Magna blir plundrat av berberiska kommandosoldater.
- Seong blir kung över Baekje.

## Födda
- Ahkal Mo' Naab' II, kung av Palenque.

## Avlidna
- 1 februari – Brigid av Kildare, helgon.
- 6 augusti – Hormisdas, påve sedan 514.
- 24 oktober – Aretas, ledare för de kristna, avrättad.
- Thrasamund, kung över Vandalriket.
- Philoxenus av Mabbog, syriansk teolog.
- Muryeong, kung av Baekje.
- Sigismund, kung av Burgund.